# 海軍参謀本部 (フランス海軍)
海軍参謀本部（かいぐんさんぼうほんぶ、État-major de la Marine）は、フランス海軍の最高軍令機関。海軍参謀総長（Chef d'état-major de la Marine）のもと海軍の活動を統括する。
コンコルド広場のオテル・ド・マリーヌに所在する。

## 組織
- 人事局
  - 政務人事部
  - 戦略部
  - 海軍人事環境部
  - 文民人事部
  - 大使館事務局

- 計画局
  - 総合教育部
  - 予算部
  - 編制部
  - 施設部
  - 監査部
  - 海上行動部

- 編成局
  - 航空部
  - 潜水艦部
  - 建艦部
  - 武器・施設計画部
  - 基礎構造・初期兵站計画部
  - 通信計画部
  - PA2航空母艦計画部

- 作戦局　（兵站）
  - 作戦センター
    - 作戦本部

  - 基幹センター
    - 航空機支援課
    - 戦訓反映課
    - 会計課

  - 国際活動センター
    - 対外協力課